# 월드컵로 (서울)
월드컵로(World Cup-ro)는 서울특별시 마포구 합정동 합정역사거리에서 경기도 고양시 덕양구 덕은동 구룡삼거리를 잇는 도로다.

## 주요 경유지
서울특별시
- 마포구 (합정동, 서교동, 망원동, 성산동, 상암동)

## 노선
| 이름                       | 접속 노선                     | 소재지        | 소재지        | 소재지        | 비고          |
| 독막로와 직결              | 독막로와 직결                 | 독막로와 직결 | 독막로와 직결 | 독막로와 직결 | 독막로와 직결 |
| -------------------------- | ----------------------------- | ------------- | ------------- | ------------- | ------------- |
| 합정역사거리               | 득막로 양화로 양화진길 성지길 | 서울특별시    | 마포구        | 합정동        |               |
| 성산초교앞교차로           | 동교로                        | 서울특별시    | 마포구        | 서교동        |               |
| 망원우체국교차로           | 망원로                        | 서울특별시    | 마포구        | 망원동        |               |
| 마포구청교차로             | 국도 제48호선 (성산로)        | 서울특별시    | 마포구        | 성산동        |               |
| 성산1교삼거리              | 모래내로                      | 서울특별시    | 마포구        | 성산동        |               |
| 상암교                     |                               | 서울특별시    | 마포구        | 성산동        |               |
| 월드컵경기장               | 국도 제1호선 (농수산시장로)   | 서울특별시    | 마포구        | 성산동        |               |
| 월드컵경기장교차로         | 증산로                        | 서울특별시    | 마포구        | 성산동        |               |
| 월드컵파크3단지삼거리      | 매봉산로                      | 서울특별시    | 마포구        | 상암동        |               |
| 디지털미디어시티입구교차로 | 상암산로                      | 서울특별시    | 마포구        | 상암동        |               |
| 난지천공원입구교차로       | 하늘공원로 월드컵로42번길     | 서울특별시    | 마포구        | 상암동        |               |
| 구룡교차로                 | 가양대로                      | 고양시        | 덕양구        | 덕은동        |               |
| 제2자유로와 직결           |                               |               |               |               |               |

## 주요 건물 및 시설
- 한국타이어 T스테이션 서교점 (서울특별시 마포구 서교동 월드컵로 54)
- IBK기업은행 서교동지점 (서울특별시 마포구 서교동 월드컵로 59)
- GS25 서교리치점 (서울특별시 마포구 서교동 월드컵로 64)
- 스타벅스 망원역점 (서울특별시 마포구 서교동 월드컵로 74)
- 맥도날드 망원점 (서울특별시 마포구 망원동 월드컵로 81)
- 롯데리아 망원점 (서울특별시 마포구 망원동 월드컵로 85)
- KT 엠텔레콤 망원역점 (서울특별시 마포구 망원동 월드컵로 101)
- SK에너지 안국에너지 망원동주유소 (서울특별시 마포구 망원동 월드컵로 119)
- KB국민은행 망원동지점 (서울특별시 마포구 망원동 월드컵로 123)
- SK텔레콤 화정역대리점 망원직영점 (서울특별시 마포구 망원동 월드컵로 124)
- 파리바게뜨 성산행복점 (서울특별시 마포구 성산동 월드컵로 148)
- 베스킨라빈스 마포구청역지점 (서울특별시 마포구 성산동 월드컵로 150)
- LG전자 베스트샾 월드컵점  (서울특별시 마포구 성산동 월드컵로 158)
- 뚜레쥬르 마포구청역점 (서울특별시 마포구 망원동 월드컵로 163)
- CU 월드컵공원점 (서울특별시 마포구 망원동 월드컵로 190)
- GS25 마포구청역점 (서울특별시 마포구 성산동 월드컵로 196)
- 기아자동차 오토큐 마포국도서비스점 (서울특별시 마포구 성산동 월드컵로 200)
- 서울교통공사 성산별관 (서울특별시 마포구 성산동 월드컵로 202)
- 파리바게뜨 마포구청점 (서울특별시 마포구 성산동 월드컵로 204)
- 세븐일레븐 마포구청점 (서울특별시 마포구 성산동 월드컵로 204)
- 마포구청 (서울특별시 마포구 성산동 월드컵로 212)
- 상암월드컵경기장 (서울특별시 마포구 성산동 월드컵로 240)